# Faustynowo (województwo wielkopolskie)
Faustynowo (niem. Faustinberg) – kolonia w Polsce położona w województwie wielkopolskim, w powiecie grodziskim, w gminie Rakoniewice. Na południe od Faustynowa przepływa Północny Kanał Obry.
W okresie Wielkiego Księstwa Poznańskiego (1815-1848) miejscowość wzmiankowana jako kolonia Faustynowo należała do wsi większych w ówczesnym powiecie babimojskim rejencji poznańskiej. Kolonia Faustynowo należała do rakoniewickiego okręgu policyjnego tego powiatu i stanowiła część majątku Rakoniewice, który należał wówczas do Czarneckiego. Według spisu urzędowego z 1837 roku kolonia Faustynowo liczyła 154 mieszkańców, którzy zamieszkiwali 32 dymy (domostwa).
Pod koniec XIX wieku Faustynowo liczyło 24 domostwa i 160 mieszkańców, w większości (148) wyznania ewangelickiego. Niemiecką nazwą było Faustinberg.
W latach 1975–1998 miejscowość należała administracyjnie do województwa poznańskiego.